# Assedio di Iwatsurugi
L'assedio del castello di Iwatsurugi fu combattuto nell'anno 1554 dopo che alcuni servitori del clan Shimazu si ribellarono, tra questi ci furono Hishikari Takaaki, Kedoin Yoshishige e Iriki-in Shigetsugu. Il castello di Iwatsurugi era controllato dal clan Shibuya ed era costruito vicino alla costa in una posizione ben difendibile. Durante l'assedio, Ijuin Tadaaki, uno dei generali degli Shimazu, bombardò con cinque navi dalla costa la guarnigione nemica, alcune delle quali furono uccise. Il castello si arrese il 3 ottobre 1554.